# Рубінштейн Іда Львівна
Іда Львівна Рубінштейн (21 вересня (3 жовтня) 1883, Харків — 20 вересня 1960, Ванс, Франція) — танцюристка та акторка українсько-єврейського походження. Починала театральну діяльність у Санкт-Петербурзі, з 1909 року — проживала переважно у Франції.

## Життєпис
Народилася в Харкові 21 вересня (3 жовтня за новим стилем) 1883 року (згідно з записом в метричній книзі Харківської хоральної синагоги, опікунами були батько і дід Іди) в сім'ї спадкового почесного громадянина Харкова Льва Рувімовича (Леона Романовича) Рубінштейна та його дружини Ернестіни Ісааківни.

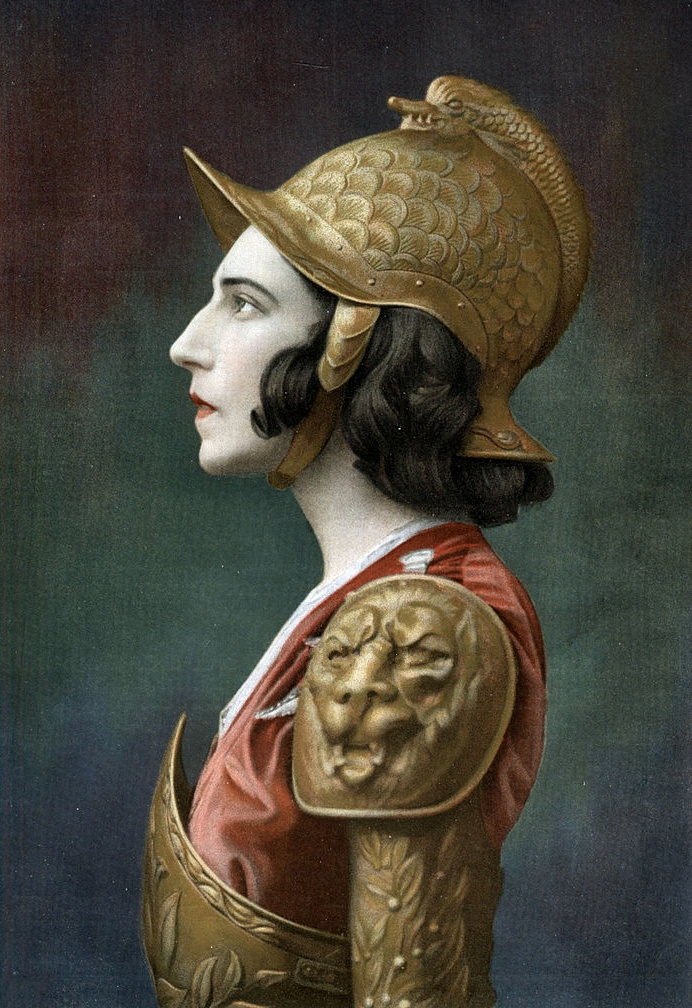
Іда Рубінштейн у 1911 році

### Родина Рубінштейн
Належала до однієї з найбагатших сімей України. Дід Іди, Рувім (Роман) Осипович Рубінштейн — засновник банкірського дому «Роман Рубінштейн і сини». Батько Іди, Лев (Леон) і його брат Адольф займалися великогуртовою торгівлею, в основному цукром, володіли чотирма банками, трьома цукровими заводами, їм належав також пивоварний завод «Нова Баварія». Сім'я Рубінштейнів витрачала великі суми на благодійність, на підтримку релігійної громади, на культурний розвиток Харкова. Леон і Адольф Рубінштейни були прекрасно освіченими людьми, стояли біля джерел харківського відділення «Російського музичного товариства», в їх будинках регулярно збиралася інтелігенція Харкова. Були в дружніх з московською купецькою родиною Алексєєвих, зокрема, з К. С. Станіславським (справжнє прізвище Алексєєв). Дядько Іди, Адольф Рувимович, був нагороджений чотирма орденами за створення дитячого притулку і найбільшої в Харкові лікарні. Двоюрідний брат Іди, Йосип Адольфович Рубінштейн, був власником кількох приватних будинків у Харкові.

### Ранні роки і шлюб
У 1888 році у віці трьох років втратила матір, в 1892 році — батька; успадкувала після його смерті колосальне майно, що визначило її подальше життя. Після смерті залишилася під опікою дядька, Адольфа Рувімович, після його смерті в 1894 році переїхала до Петербурга, де перебувала під опікою старшої (двоюрідної) сестри, Софії Адольфівни Горвіц (дружини Михайла Абрамовича Горвіца, 1846—1895, сина купця першої гільдії Абрама Ісаєвича Горвіца та племінника професора Мартина Ісаєвича Горвіца).
Навчалася в петербурзькій приватній гімназії Л. С. Таганцевої (вул. Мохова, буд. 27-29), закінчивши її в 1901 році, брала уроки історії та літератури у професора О. Л. Погодіна.
Сценічну діяльність почала рано, 16 квітня 1904 року, виступивши під псевдонімом Лідія Львівська в спектаклі «Антігона» (приватний спектакль Іди Рубінштейн. Новий театр Л. Б. Яворської. Постановка Ю. Е. Озаровской), оформленому Л. Бакстом. Спектакль пройшов єдиний раз, ознаменувавши початок довгої спільної роботи з Л. Бакстом, і був поставлений І. Л. Рубінштейн на власні кошти. Критики відзначили «учнівську» гру акторки, її «погану дикцію, невиразний різкий голос».
Восени 1904 році вступила на драматичні курси при Імператорському Малому театрі, закінчила їх в 1907 році. У 1907—1908 рр. брала приватні уроки танцю у М. Фокіна.
У 1909 році стала дружиною банкіра Володимира Ісааковича Горовиця, однак шлюб розпався відразу після весільної подорожі.

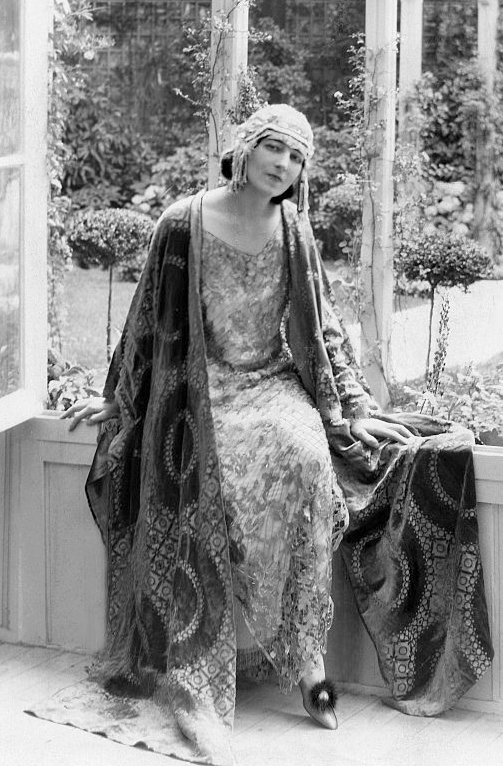
Рубінштейн 1922

## «Саломея» 1908 рік

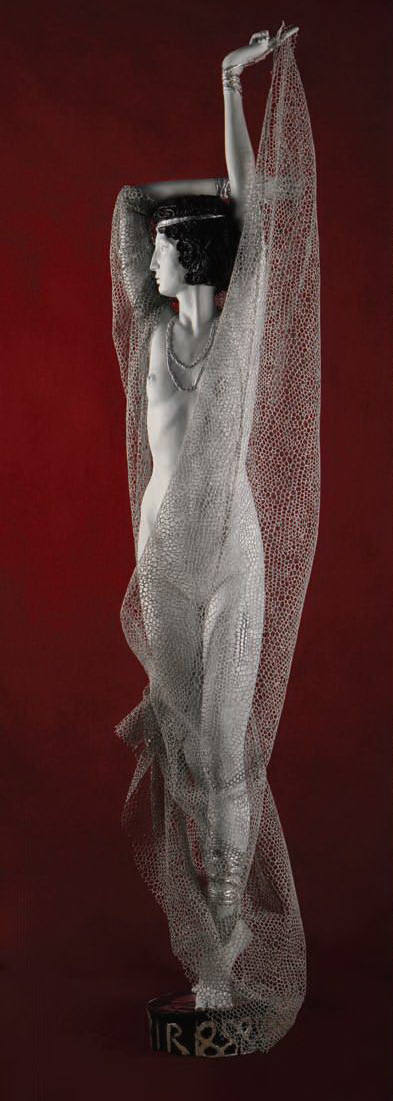
Танок. Іда Рубинштейн, 2010,

У 1908 році на власні кошти І. Л. Рубінштейн підготувала постановку драми Оскара Вайлда «Саломея» (1909) на музику Олександра Глазунова, в художньому оформленні Л. Бакста. Спектакль був заявлений (як приватний спектакль І. Рубінштейн) в Михайлівському театрі, 3 листопада 1908 року, але не відбувся. Частково був пізніше здійснений на Вечорі художніх танців у Великому залі Петербурзької консерваторії, 20 грудня 1908 року, в постановці В. Е. Мейєрхольда, та в хореографії Михайла Фокіна. М. Фокін зацікавлено поставився до цієї постановки Рубінштейн: «.. вона представляла цікавий матеріал, з якого я сподівався зліпити особливий сценічний образ». На вечорі Іда Рубінштейн виконала Танець семи покривал, розгортаючи в пластичному танці одне за іншим важкі парчеві покривала. В кінці танцю на танцівниці залишалася сукня, суцільно прикрашена рядами кольорових намист, зшита за ескізом Л. Бакста.

## Виступи в Російському балеті Сергія Дягілєва, 1909—1911 рр
У 1909—1911 виступала в Російському балеті Сергія Дягілєва.
2 червня 1909 році вперше виступила в складі антрепризи С. Дягілєва, поряд з А. Павловою, В. Ніжинським і Т. Карсавіною, в балеті «Клеопатра» (музика — А. С. Аренский, А. Танєєв, Н. Римський-Корсаков, М. Глинка, О. Глазунов, М. Мусоргський, Н. Черепнин, хореографія М. Фокіна) в Парижі, в театрі Шатле. Виступала також в балеті «Шахерезада» (музика М. Римського-Корсакова, 4 червня 1910, хореографія М. Фокіна).
Ролі Клеопатри й Зобеіди були кращими у всій сценічній кар'єрі артистки, її неперевершеним успіхом. Унікальна майстерність артистки, зберігалася і в її подальших роботах.

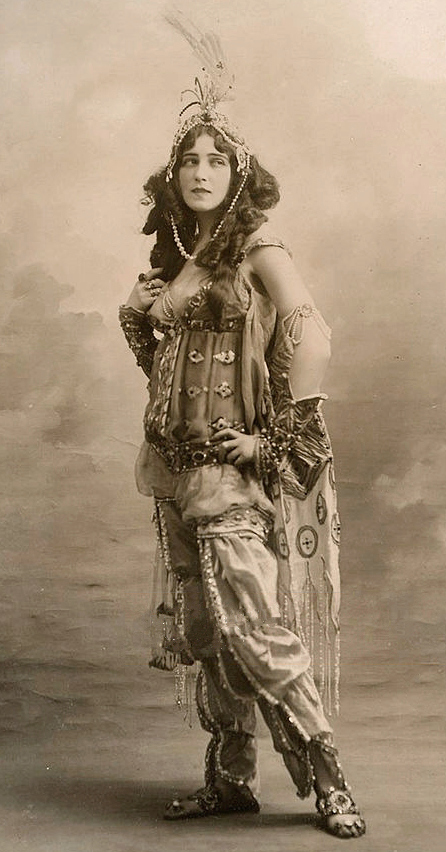
Іда Рубінштейн, 1910

## Власні антрепризи, 1911—1913 рр
У 1911 році пішовши від Дягілєва, створила власну трупу. Її перша постановка — драма «Мучеництво Святого Себастьяна» Габріеле д'Аннунціо та Клода Дебюссі, прем'єра якої 22 травня 1911 року відбулася в Парижі, в театрі Шатле. Архієпископ Парижа був обурений, що роль Святого Себастьяна, католицького святого, написану д'Аннунціо спеціально для Рубінштейн, — грала жінка, до того ж — ортодоксальна єврейка. Спектакль, і особливо гра і декламація Рубінштейн, яка виступала як танцівниця, не мали успіху у публіки та критики.
Критика відзначала, що пані Рубінштейн, на відміну від Дягілєва та інших успішних антрепренерів, «витрачає гроші не на мистецтво, але лише на саму себе».
10 червня 1912 в театрі Шатле відбулася нова прем'єра трупи — драма «Саломея» за п'єсою Оскара Вайлда на музику А. Глазунова, постановка А. Саніна. Рубінштейн у виставі знову виконувала танець Соломії, поставлений для неї Н. Фокіним.
У 1912 році А. Саніним була поставлена драма «Олена Спартанська» (Helene de Sparte, Е. Верхарн/Деодат де Северак), в оформленні Бакста. Іда Рубінштейн виконувала головну роль.
На восьмому з Російських сезонів, в 1913 році, в театрі Шатле в Парижі Всеволод Мейєрхольд поставив спектакль «Пізанелло, або Запашна смерть» д'Аннунціо, де вона виконувала головну роль, роль куртизанки Пізанелло. Спектакль, оформлений Бакстом, вважався «стильним видовищем, створеним трупою. „Божевільна розкіш“… цього спектаклю, що коштував 450 тисяч франків, могла здатися дратівливою та надмірною, але в цілому пишна і пряна „Пізанелло“ від початку до кінця була витримана в естетиці модерну». Д'Аннунціо виправив «помилки» «Себастьяна» і пристосував п'єсу про святу блудницю до індивідуальності Рубінштейн. Пізанелло мало говорила і часто застигала в скорботних позах, зате інші персонажі в довгих монологах нескінченно вихваляли її красу ".
Російська критика побачила в спектаклі «як у всьому, що робить Рубінштейн, „постановчу розпусту“, занепад театру, в якому все купується і продається, торжество бездарної, в'їдливої, отруйної плями аматорського кривляння».
У 1910-х рр. переїхала жити в Париж, де придбала маєток, оформлений також Л. Бакстом. Дружила з Сарою Бернар, Марком Шагалом, Жаном Кокто, Андре Жідом, Вацлавом Ніжинським. Бувши бісексуалкою, в 1911—1914 роках мала стосунки з художницею Ромейн Брукс.

## Власна балетна трупа (1928—1938)
У 1928 році Броніслава Ніжинська зібрала для постановки І. Рубінштейн (в партнерстві з А. Вільзаком) інтернаціональну балетну трупу. До неї входили балетмейстери Леонід Мясин, Михайло Фокін, К. Йоссі, художник Олександр Бенуа. Поміж поставлених трупою складені за спеціальним замовленням твори Онеггера («Жанна д'Арк на вогнищі», по П. Клодель, «Амфіон», 1929; «Семіраміда», 1934), М. Равеля («Болеро» 1928 «Вальс»), Стравінським («Поцілунок феї» 1928 «Персефона») 1934 Іберія («Мандрівний лицар»).
В складі цієї трупи Іда Рубінштейн брала участь в балетних постановках. В 1933 році в трупу був запрошений М. Фокін, який поставив «Семіраміду» Онеггера, розраховану на декламацію Рубінштейн.
Трупа існувала до сезону 1938 року й закрилася через війну, що насувалася. В останній раз Рубінштейн вийшла на сцену в 1938 році в ораторії Онеггера «Жанна д'Арк на вогнищі».

## Подальше життя
У 1934 році французький уряд нагородив І. Рубінштейн орденом Почесного легіону. Наступного року отримала французьке громадянство.
У 1938 році, побоюючись приходу німців, Іда Рубінштейн, як єврейка, вимушено покинула Францію. Після окупації Франції Іда Рубінштейн жила в Лондоні, де організувала госпіталь для французьких і англійських солдатів. У 1945 році повернулася до Франції.
У 1946 році перейшла з юдаїзму в католицизм. Останні десять років прожила в місті Ванс, на півдні Франції, під наглядом своєї секретарки пані Реньє, та в повній самоті.
Померла 20 вересня 1960 року у своєму особняку. Виконуючи заповіти Іди Рубінштейн, ні про її смерть, ні про дату і місце похорону нікому не повідомили, а на пам'ятнику можна побачити лише ініціали — I.R..

## Особисте життя
Іда Рубінштейн була бісексуалкою. У 1911 році вона почала трирічний роман з художницею Ромейн Брукс, яка створила кілька її вражаючих портретів.

## Образ в мистецтві

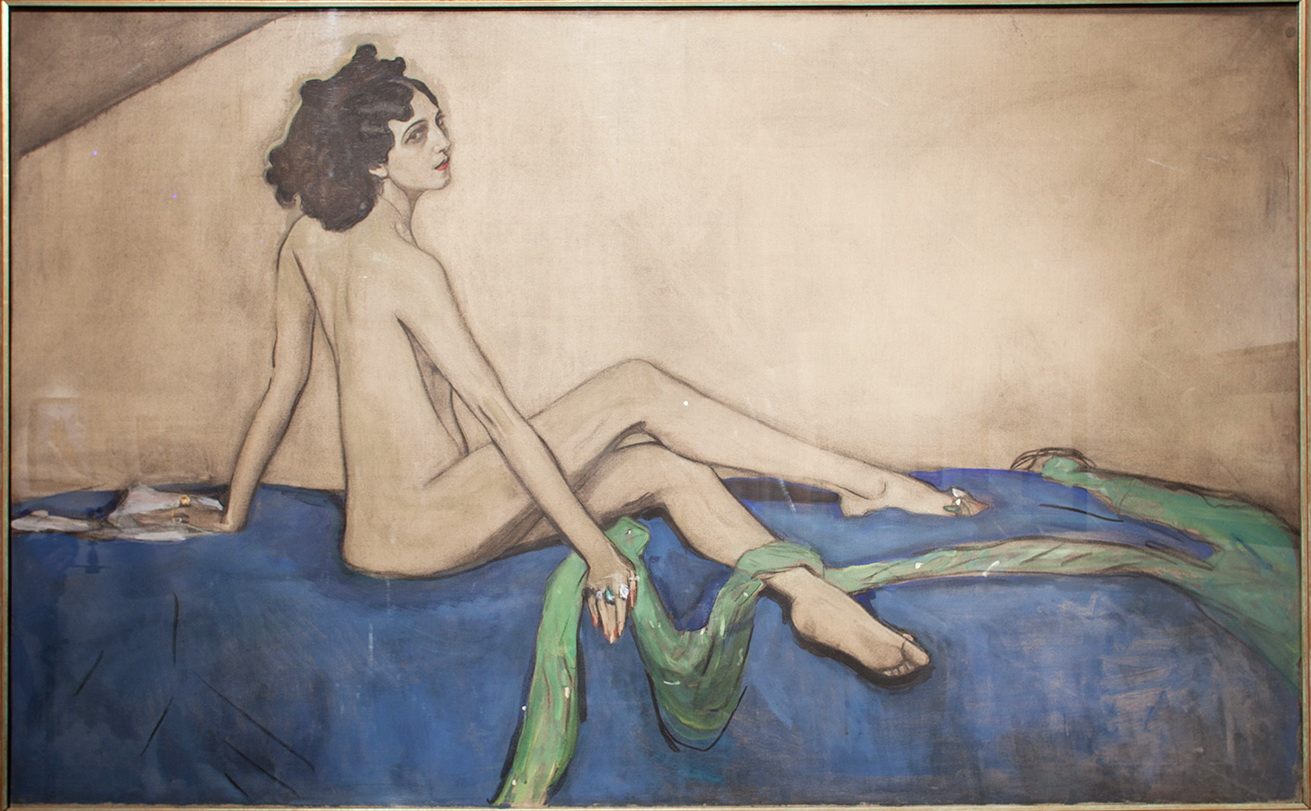
Портрет 1910.

Стильний образ «декадентської діви» Іди Рубінштейн надихав багатьох художників — Кеєса ван Донгена, Антоніо де ла Гандара, Андре де Сегонзака, Леона Бакста. В 1911—1914 роках кілька її портретів написала в Парижі американська художниця Ромейн Брукс.
У 1910 в Парижі Валентин Сєров попросив Іду Рубінштейн позувати йому для портрета. Незабаром після створення робота була придбана в автора і передана в зібрання Російського музею, в 1911 році експонувалася на московській виставці «Світу мистецтва». Картину сприйняли неоднозначно: так, передвижник Ілля Рєпін назвав її «базаром декадентщини». Валентин Сєров написав свою модель в одній площині з фоном, створивши образ, який нагадував єгипетські фрески. Художник говорив про портрет, що його модель «дивиться в Єгипет». Ольга Валентинівна Сєрова, донька живописця, писала у своїх спогадах:
| | Іда Рубінштейн була зовсім не така худа, як її змалював тато, мабуть, він свідомо її стилізував |
| — О. В. Сєрова, Спогади про мого батька, Валентина Олександровича Сєрова. Л.: Мистецтво, 1986, с. 152 |                                                                                                 |

## Рубінштейн в кіно
Іда Рубінштейн єдиний раз знялася в кіно — це був фільм «Корабель» (1921), поставлений за драмою д'Аннунціо його сином Габріелліно і Маріо Ронкароні.

## Цікаві факти
В колекції історичних костюмів історика моди Олександра Васильєва знаходяться дві сукні 1930-х років з гардероба Іди Рубінштейн.